# Clasificación para la Copa Asiática 1980
La Clasificación para la Copa Asiática 1980 es la fase previa que se jugó para definir a los participantes en la fase final del torneo continental a jugarse en Kuwait.

## Participantes
| Grupo 1                                                               | Grupo 2                                                                       | Grupo 3                                                                                      | Grupo 4                                                                  |
| --------------------------------------------------------------------- | ----------------------------------------------------------------------------- | -------------------------------------------------------------------------------------------- | ------------------------------------------------------------------------ |
| Baréin Irán ** Kuwait *** Líbano Pakistán * Yemen del Sur * Siria UAE | Afganistán Bangladés India * Irak * Jordania * Nepal * Catar Arabia Saudita * | Brunéi * Birmania * Hong Kong Indonesia Malasia Corea del Norte Singapur Sri Lanka Tailandia | China Kampuchea * Japón * Laos * Macao Filipinas Corea del Sur Vietnam * |

- * Abandonó el torneo.
- ** Clasificado como campeón defensor.
- *** Clasificado como organizador.

## Grupo 1
Los partidos se jugaron en los Emiratos Árabes Unidos.
| País   | J | G | E | P | GF | GC | GD | Pts |
| ------ | - | - | - | - | -- | -- | -- | --- |
| Siria  | 3 | 2 | 1 | 0 | 2  | 0  | +2 | 5   |
| UAE    | 3 | 1 | 2 | 0 | 2  | 0  | +2 | 4   |
| Líbano | 3 | 1 | 1 | 1 | 2  | 1  | +1 | 3   |
| Baréin | 3 | 0 | 0 | 3 | 0  | 5  | -5 | 0   |

| Equipo 1 | Resultado | Equipo 2 |
| -------- | --------- | -------- |
| UAE      | 0-0       | Líbano   |
| Baréin   | 0-1       | Siria    |
| Siria    | 0-2       | UAE      |
| Líbano   | 0-1       | Siria    |

## Grupo 2
Los partidos se jugaron en Bangladés.
| País       | J | G | E | P | GF | GC | GD | Pts |
| ---------- | - | - | - | - | -- | -- | -- | --- |
| Catar      | 4 | 3 | 1 | 0 | 10 | 2  | +8 | 7   |
| Bangladés  | 4 | 1 | 2 | 1 | 7  | 8  | -1 | 4   |
| Afganistán | 4 | 0 | 1 | 3 | 4  | 11 | –7 | 1   |

| Equipo 1   | Resultado | Equipo 2   |
| ---------- | --------- | ---------- |
| Bangladés  | 1-1       | Catar      |
| Catar      | 3-0       | Afganistán |
| Afganistán | 2-2       | Bangladés  |
| Catar      | 4-0       | Bangladés  |
| Afganistán | 1-2       | Catar      |
| Bangladés  | 4-1       | Afganistán |

## Grupo 3
Los partidos se jugaron en Tailandia.

### Grupo A
| País            | J | G | E | P | GF | GC | GD | Pts |
| --------------- | - | - | - | - | -- | -- | -- | --- |
| Malasia         | 2 | 1 | 1 | 0 | 5  | 2  | +3 | 3   |
| Corea del Norte | 2 | 1 | 1 | 0 | 4  | 2  | +2 | 3   |
| Indonesia       | 2 | 0 | 0 | 2 | 2  | 7  | –5 | 0   |

| Equipo 1        | Resultado | Equipo 2        |
| --------------- | --------- | --------------- |
| Indonesia       | 1-4       | Malasia         |
| Corea del Norte | 3-0       | Indonesia       |
| Malasia         | 1-1       | Corea del Norte |

### Grupo B
| País      | J | G | E | P | GF | GC | GD  | Pts |
| --------- | - | - | - | - | -- | -- | --- | --- |
| Tailandia | 3 | 3 | 0 | 0 | 9  | 0  | +9  | 6   |
| Hong Kong | 3 | 2 | 0 | 1 | 8  | 2  | +6  | 4   |
| Sri Lanka | 3 | 1 | 0 | 2 | 4  | 9  | –5  | 2   |
| Singapur  | 3 | 0 | 0 | 3 | 1  | 11 | –10 | 0   |

| Equipo 1  | Resultado | Equipo 2  |
| --------- | --------- | --------- |
| Hong Kong | 3-1       | Singapur  |
| Tailandia | 4-0       | Sri Lanka |
| Sri Lanka | 0-5       | Hong Kong |
| Singapur  | 0-4       | Tailandia |
| Sri Lanka | 4-0       | Singapur  |
| Tailandia | 1-0       | Hong Kong |

### Fase Final
|  | Semifinales         | Semifinales         |   |                     | Final               | Final |  |
|  |                     |                     |   |                     |                     |       |  |
|  |                     |                     |   |                     |                     |       |  |
|  | Bangkok, 11 de mayo |                     |   |                     |                     |       |  |
|  | Hong Kong           | 0                   |   |                     |                     |       |  |
|  | Malasia (DP 4-5)    | 0                   |   |                     |                     |       |  |
|  |                     |                     |   |                     |                     |       |  |
|  |                     |                     |   |                     | Bangkok, 14 de mayo |       |  |
|  |                     |                     |   |                     | Malasia             | 0     |  |
|  |                     | Corea del Norte     | 1 |                     |                     |       |  |
|  |                     |                     |   |                     |                     |       |  |
|  |                     |                     |   |                     |                     |       |  |
|  |                     |                     |   |                     | Tercer lugar        |       |  |
|  | Bangkok, 12 de mayo | Bangkok, 12 de mayo |   | Bangkok, 14 de mayo | Bangkok, 14 de mayo |       |  |
|  | Tailandia           | 0                   |   | Tailandia           | 1                   |       |  |
|  | Corea del Norte     | 1                   |   |                     | Hong Kong           | 2     |  |

Corea del Norte y Malasia clasifican a la Copa Asiática.

## Grupo 4
Los partidos se jugaron en Filipinas.
| País          | J | G | E | P | GF | GC | GD | Pts |
| ------------- | - | - | - | - | -- | -- | -- | --- |
| Corea del Sur | 3 | 3 | 0 | 0 | 10 | 1  | +9 | 6   |
| China         | 3 | 2 | 0 | 1 | 5  | 2  | +3 | 4   |
| Macao         | 3 | 1 | 0 | 2 | 4  | 7  | -3 | 2   |
| Filipinas     | 3 | 0 | 0 | 3 | 1  | 10 | –9 | 0   |

| Equipo 1      | Resultado | Equipo 2      |
| ------------- | --------- | ------------- |
| Corea del Sur | 4-1       | Macao         |
| China         | 5-0       | Filipinas     |
| Filipinas     | 0-5       | Corea del Sur |
| China         | 2-1       | Macao         |
| Corea del Sur | 1-0       | China         |
| Macao         | 2-1       | Filipinas     |